# Бджільна
Бджільна́ — село в Україні, у Теплицькій селищній громаді Гайсинського району Вінницької області. До 2020 орган місцевого самоврядування — Бджільнянська сільська рада.

## Історія
Село засноване 1928 року.
З 24 серпня 1991 року село входить до складу незалежної України.
12 червня 2020 року, відповідно розпорядження Кабінету Міністрів України № 707-р «Про визначення адміністративних центрів та затвердження територій територіальних громад Вінницької області», село увійшло до складу Теплицької селищної територіальної громади. 
19 липня 2020 року, в результаті адміністративно-територіальної реформи і ліквідації Теплицького району, село увійшло до складу Гайсинського району.

## Населення
Населення становить 1121 особа станом на 2001 рік.

### Мова
Розподіл населення за рідною мовою за даними :
| Мова       | Кількість | Відсоток |
| ---------- | --------- | -------- |
| українська | 1106      | 98.66%   |
| російська  | 12        | 1.07%    |
| вірменська | 2         | 0.18%    |
| білоруська | 1         | 0.09%    |
| Усього     | 1121      | 100%     |

## Відомі особи
В селі народилися:
- Регушевський Євген Семенович (1934) — український мовознавець, літературознавець, доктор філологічних наук, професор
- Яблонська Галина Людвігівна (1913—1999) — бібліофіл, директор Державної наукової архітектурно-будівельної бібліотеки імені В. Г. Заболотного (1963—1991)